# Honderd Deimt
Honderd Deimt is een voormalig kanaalwaterschap in de provincie Groningen.
Het schap werd opgericht om een verlenging van een wijk te bewerkstelligen. Dit werd uitgevoerd in het kader van de werkverschaffing. In 1947 werden de schappen Honderd Deimt en Hebrecht samengevoegd tot de Vijf Venen. 
Waterstaatkundig gezien ligt het gebied sinds 2000 binnen dat van het waterschap Hunze en Aa's.

## Naam
De naam verwijst naar de grootte. 100 deimt is ongeveer 50 ha.